# Ribeirão Anhangabaú
O ribeirão Anhangabaú é um rio que banha o município de São Paulo, no estado de São Paulo, Brasil. É formado pela confluência de três cursos d'água: Córrego do Saracura (sob a Avenida 9 de Julho), Ribeirão do Itororó (sob a Avenida 23 de Maio) e Córrego Bexiga. O local da confluência, a atual Praça da Bandeira, era, tradicionalmente, um grande charco. Da praça, segue canalizado sob o Vale do Anhangabaú e deságua no Rio Tamanduateí, na altura do Mercado Municipal.

## Etimologia
O nome possui várias interpretações etimológicas, todas apontando para o caráter suspeito de suas águas:
- Anhangaba, termo do tupi que significaria "diabrura", "malefício", "ação do diabo" ou "feitiço";
- Anhangabahú, do termo tupi anhangaba-y, "rio do malefício, da diabrura, do feitiço";
- Anhangabahy, que, no tupi, é o mesmo que anhangá-y, "rio ou água do mau espírito".

Essas afirmações foram compiladas por Teodoro Sampaio, pois, em seu conceito, esse rio era considerado, pelos índios, um "bebedouro de assombrações".
Já para o jornalista Levino Ponciano, o temor dos índios justificava-se devido ao fato de suas águas serem salobras e causarem doenças. Dessa feita, a administração local municipal na época determinou a realização de exames na água e foi constatado esse fato já no final do século XVIII. Além disso, nas épocas das enchentes, quando o ribeirão transbordava, disseminava mais doenças à população.
- Para o tupinólogo Eduardo de Almeida Navarro, "Anhangabaú" deriva do termo tupi anhangobá'y, que significa "água da face do diabo" (anhanga, diabo + obá, face + 'y, água).[4]

## História
Inicialmente, o rio era conhecido como Córrego das Almas. Junto com o rio Tamanduateí, forma o triângulo que, no século 16, foi o terreno da fundação do povoado que deu origem à cidade de São Paulo. O triângulo era composto pelo Páteo do Colégio (até hoje, pertencente aos jesuítas), rua XV de Novembro (o centro bancário da região central de São Paulo), rua Boa Vista (onde se localiza a Associação Comercial de São Paulo), Ladeira da Constituição, Ladeira Porto Geral e Rua 25 de Março.
Em 1790, foi construída a ponte do Lorena (ou do Piques), que permitiu a primeira travessia do vale diretamente, evitando-se as subidas íngremes existentes na época. Em 1892, foi inaugurado o Viaduto do Chá, nome que fazia referência a uma grande plantação de chá na região, plantação esta pertencente ao Barão de Lorena, o qual construiu a primeira ponte na região (atualmente, essa ponte original não existe mais).
As margens do Anhangabaú, em 1773, foi construído um dos primeiros abatedouros da cidade de São Paulo, sendo localizado numa via que era chamada de "rua do curral" ou "rua verde" (atual Rua Santo Amaro). Por questões sanitárias, o abatedouro foi desativado em 1856.